# Leo von Prittwitz und Gaffron

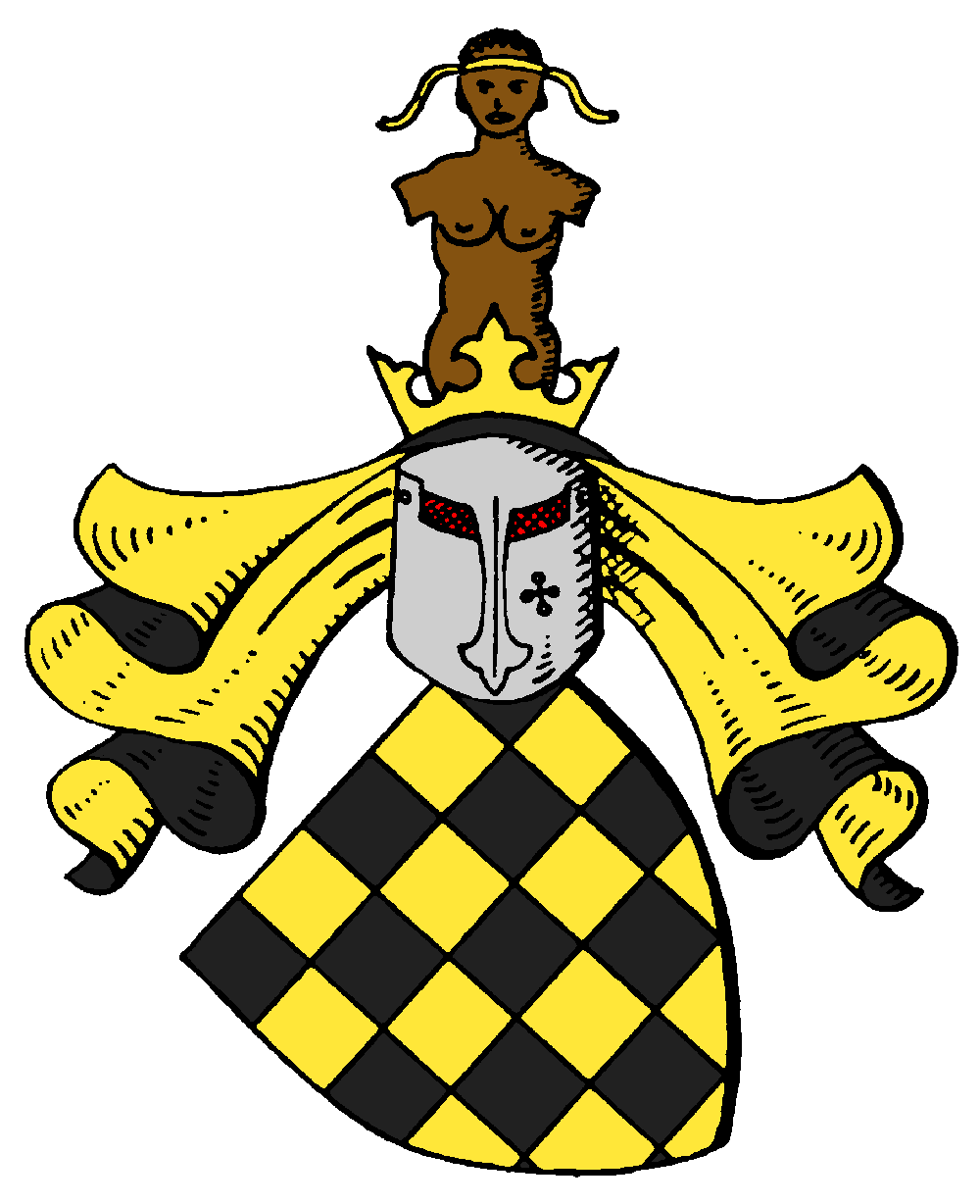
Das Wappen der Familie von Prittwitz und Gaffron

Leo von Prittwitz und Gaffron russisch Лев Карлович Притвиц, auch Lew von Prittwitz und Gaffron und Leon von Prittwitz und Gaffron (* 14. Märzjul. / 26. März 1878greg. in Heidelberg, Baden-Württemberg; † 4. Juli 1957 in Garches bei Paris) war ein russischer Generalmajor der kaiserlich russischen Armee.

## Familie
Prittwitz entstammte dem alten, weit verzweigten schlesischen Adelsgeschlecht derer von Prittwitz und war der Sohn des kaiserlich russischen Kammerherrn und Wirklichen Staatsrats Carl von Prittwitz und Gaffron und der russischen Adligen Barbara Lichatschew.
Er heiratete am 19. Oktober 1918 in Katjuschany, Gouvernement Podolien (heutige Ukraine), die russische Adlige Nadejda Zenin (* 28. Juni oder 11. Juli 1885 in Kiew; † 30. Januar 1957 in Garches bei Paris, Frankreich).
Sein Großvater war der kaiserlich russische General der Kavallerie, General-Adjutant des Zaren und spätere Baron Carl von Prittwitz, Graf Sabalkanski, Majoratsherr auf Sabalkansk (Kr. Jamburg).